# 王績 (明朝)
王績（1430年—1489年），字功偉，南直隸松江府華亭縣人，醫籍，治《書經》。

## 生平
三月三十日生，行一。由太醫院醫生中式順天府鄉試第一百二十六名舉人，會試中式第一百二十一名。年二十五歲中式景泰五年甲戌科第三甲第五十四名進士。

## 家族
曾祖王九山；祖王敏；父王拳，醫士；母徐氏。具慶下，妻柳氏。